# كبلر-8b
كيبلر 8 بي (بالإنجليزية: Kepler-8b)‏ الذي يرمز له بالرمز KOI-10.01، هو كوكب خارج المجموعة الشمسية، في كوكبة القيثارة، يتبع Kepler-8.

## الاكتشاف
اكتشف في 2010، وكانت طريقة الاكتشاف طريقة العبور.